# بلفورتي مونفيراتو
بلفورتي مونفيراتو (بالإيطالية: Belforte Monferrato)‏ هي بلدية في مقاطعة ألساندريا في إقليم بييمونتي في إيطاليا.

## السكان
في سنة 1861 بلغ عدد السكان 764 نسمة، وتطور العدد ليصل في سنة 2011 لـ 505 نسمة.
يظهر هذا المخطط البياني تطور النمو السكاني لـ بلفورتي مونفيراتو